# Rafflesia cantleyi
Rafflesia cantleyi är en tvåhjärtbladig växtart som beskrevs av Hermann Maximilian Carl Ludwig Friedrich zu Solms-Laubach. Rafflesia cantleyi ingår i släktet Rafflesia, och familjen Rafflesiaceae. Inga underarter finns listade i Catalogue of Life.